# Том (река)
Том је река дугачка 827 km. То је десна притока Оба, налази се у југозападном Сибиру, у Русији.
Том извире у планинама Абкан, делу чувених Алтајских планина. Одатле тече у правцу истока, касније преузима северозападни правац ка Новокузњецку и Кемерову, па све до Томска. Том се улива у Об негде око града Северска.
Река Том је широка око три километра (на најширим местима).